# Gösta Sjöstedt
Curt Gösta Sjöstedt, född 31 mars 1898 i Hörby församling, dåvarande Malmöhus län, död 11 januari 1990 i Hässleholms församling, dåvarande Kristianstads län, var en svensk lärare och språkforskare.
Gösta Sjöstedt var son till Sven Sjöstedt och Anna Nilsson. Efter studentexamen i Lund 1921 bedrev han akademiska studier. Han blev filosofie kandidat 1923, filosofie magister 1925, filosofie licentiat 1932 och filosofie doktor 1936. Han var extra ordinarie amanuens vid Geografiska institutionen i Lund 1924–1926, timlärare i Nederkalix 1926, vikarierande adjunkt i Lund 1926–1927, timlärare vid Lunds privata elem:skola 1927–1931, gjorde provår i Lund 1933–1934, extra ordinarie lektor i Eslöv 1935–1937, adjunkt där 1937–1945 och lektor i modersmål och historia vid högre allmänna läroverket i Hässleholm 1945–1964.
Han höll populärvetenskapliga föreläsningar från 1942, var sekreterare i Föreningen Nordiska filologer 1931–1932, styrelseledamot i Sydsvenska historielärarföreningen 1943–1963, ordförande i Västra Göinge hembygdsförening och redaktör för dess skriftserier 1952–1957, vice ordförande i Föreningen Norden 1946–1950, styrelseledamot i Hässleholms stadsbibliotek från 1952, Sydsvenska ortnamnssällskapet från 1954. Han var riddare av Nordstjärneorden (RNO).
Sjöstedt skrev Studier över r-ljuden i sydskandinaviska mål (doktorsavhandling 1936), Från Glimåkra socken (dialekttexter 1948) samt ytterligare språkvetenskapliga arbeten och uppsatser i såväl dagspress som fackpress.
Sjöstedt var från 1928 gift med läroverksadjunkten Gunvor Nilsson (1903–1978)  och fick dottern Viveca 1939  (som en tid var gift med Claes-Göran Kjellander). Makarna Sjöstedt är begravda på Hässeholms Östra begravningsplats.